# TSC Wellingsbüttel
Der TSC Wellingsbüttel von 1937 e. V. ist ein deutscher Sportverein mit Sitz im Hamburger Stadtteil Wellingsbüttel.

## Abteilungen

### Fußball

#### Frauen
Die Frauen-Mannschaft spielte in der Saison 2003/04 noch in einer 7er-Sonderstaffel, dabei wurde in dieser Spielzeit jedes der zwölf Spiele verloren. Zur Folgesaison ging es dann als komplettes Team in die Bezirksliga Hamburg wo diesmal erneut der letzte Platz anstand, es am Ende aber zu mindestens sieben Punkte waren. Nach und nach kamen weitere Mannschaften in die Spielklasse hinzu und der Mannschaft gelang es immer mehr Punkte pro Saison zu sammeln. So sollte es bis zur Spielzeit 2009/10 dauern, bis es mit 42 Punkten für die Meisterschaft in der Spielklasse reichen sollte. Nun in der Landesliga angekommen konnte die Mannschaft aber den Aufschwung nutzen und wurde mit 47 Punkten hinter dem FSV Harburg zweiter und stieg somit gleich weiter in die Verbandsliga auf.
Hier platzierten sich die Frauen erst einmal nur auf den unteren Positionen, mit der Zeit ging es aber auch hier nach oben und so gelang es erstmals mit 53 Punkten nach der Spielzeit 2014/15 auch hier die Meisterschaft einzufahren. Da es aber keine Absteiger aus der 2. Bundesliga in die Regionalliga Nord gab, fiel die Aufstiegsrunde aus. In der Saison 2016/17 gelang es erstmals in das Finale des Hamburg-Pokals vorzustoßen, wo die Mannschaft dem Hamburger SV nach einem 3:3 n. V. mit 4:3 i. E. unterlag. Zur Saison 2017/18 wurde aus der Verbandsliga dann die Oberliga Hamburg, ebenfalls in dieser Spielzeit stand die Mannschaft mit 60 Punkten vor der Mannschaft des HSV wieder auf dem ersten Platz und nahm somit als Meister erstmals an der Aufstiegsrunde teil.
Hier musste der TSC in einem Hin- und Rückspiel gegen den TuS Schwachhausen antreten. Nach einer 1:3-Niederlage im Hinspiel, langte jedoch eine 1:0 im Rückspiel nicht und die Mannschaft verpasste den Aufstieg. Bedingt durch die abgebrochene Saison 2019/20 aufgrund der COVID-19-Pandemie platzierte sich der Verein mit 2,77 Zählern ein weiteres Mal an der Spitze und erlangte somit zum dritten Mal die Meisterschaft in der Oberliga. Durch die Aufstockung der Liga war diesmal aber keine Aufstiegsrunde nötig, womit die Mannschaft direkt in die Regionalliga Nord aufsteigen durfte und in der Saison 2020/21 das erste Mal drittklassig spielte. Nach zwei Jahren erfolgte 2022 der Abstieg aus der Regionalliga.

#### Herren
Die erste Mannschaft spielte in der Saison 2003/04 in der Kreisklasse Hamburg und belegte dort mit 60 Punkten den zweiten Platz. Über diese Positionierung durfte das Team zur nächsten Saison in die Kreisliga Hamburg aufsteigen. Nach und nach arbeitete sich die Mannschaft hier dann weiter nach oben heran und erreichte nach der Spielzeit 2008/09 mit 69 Punkten die Meisterschaft. Nach dem Aufstieg in die Bezirksliga konnte sich der Verein jedoch nicht halten und stieg mit 34 Punkten direkt wieder in die Kreisliga ab. Dabei war man mit dem SV Uhlenhorst-Adler punktgleich, konnte jedoch nicht das bessere Torverhältnis vorweisen. Zurück in der Kreisliga gelang mit 65 Punkten dann sogleich aber wieder erneut, wenn auch diesmal knapper als zuvor die Meisterschaft und damit auch der direkte Wiederaufstieg.
Diesmal konnten sich die Spieler länger halten, nach der Saison 2013/14 war dann aber auch hier wieder Schluss und mit lediglich 18 Punkten ging es über den 14. Platz wieder nach unten. Mit dem Wiederaufstieg sollte nun ein bisschen länger dauern. Aber bereits nach der Spielzeit 2015/16 konnte mit 78 Punkten wieder eine Meisterschaft gefeiert werden, womit ein weiteres Mal die Rückkehr in die Bezirksliga anstand. Hier spielt die Mannschaft auch noch bis heute.

### Floorball
In der Verbandsliga Schleswig-Holstein Nord gelang es am Ende der Saison 2015/16 mit 28 Punkten der Herren-Mannschaft die Meisterschaft einzufahren. Damit stieg die Mannschaft in die drittklassige Regionalliga Nord auf, wo die Mannschaft auch noch bis heute spielt.